# Pueblo panchayat
Pueblo panchayat o town panchayat es una pequeña población de aproximadamente 20.000 a 25.000 habitantes en India, formada bajo el sistema administrativo Panchayat (Panchayati raj).
En datos censales, la abreviatura T.P. se utiliza para indicar un 'pueblo panchayat'. Tamil Nadu fue el primer estado en introducir el pueblo panchayat como paso intermedio entre las aldeas rurales y los organismos locales urbanos (Urban local bodies: ULB).

## Administración
Cada estado indio tiene su propia forma de gestionar los pueblos panchayat.
- Karnataka[1]
- Kerala: Local Self Government Department.[4]
- Tamil Nadu: Directorate of Town Panchayats.[5]
- Maharashtra